# Ring the noise
「ring the noise」（リング・ザ・ノイズ）は、日本のロックバンド・L'Arc〜en〜Cielのドラマー、yukihiroの1作目のシングル。2001年9月27日発売。発売元はKi/oon Records。

## 解説
yukihiro名義でリリースした初のシングル。なお、yukihiro名義のシングルは本作以降発売されていない。
表題曲「ring the noise」は、yukihiroが好んで聴いてきたインダストリアル・ミュージックの影響を強く反映させた楽曲となっている。楽曲制作には、インダストリアル・メタルバンド、DEF.MASTERのYOU-MIが共同編曲者として参加している。また、この曲では、yukihiroはドラムを叩かずヴォーカルを務めており、ライヴの模様を収めた作品を除けば、1991年に室姫深（ex.THE MAD CAPSULE MARKETS）と結成した音楽ユニット、OPTIC NERVEで発表したアルバム『OPTIC NERVE ABSTRACTION』以来、久々にyukihiroのヴォーカルがスタジオ録音された音源になっている。さらにこの曲では、サンプリングが多用されており、制作のほぼ全てがyukihiroのプライベート・スタジオで進められている。
なお、表題曲は、2001年8月23日に発売されたPlayStation 2用ゲームソフト『デビルメイクライ』の初回購入特典として同梱されていたCD「Dante's Selection」に、本作リリースに先駆けて収録されている。余談だが、2008年に上記ゲームシリーズ4作目となる『デビルメイクライ4』が発売されているが、この作品のテーマソングには、yukihiroが作曲したL'Arc〜en〜Cielの楽曲「DRINK IT DOWN」が使用されている。また、yukihiroは同ゲームシリーズで長年BGMなどを手掛けていた柴田徹也と交流があり、2015年にはライヴ「L'Arc〜en〜Ciel LIVE 2015 L'ArCASINO」で披露された「trick」と「REVELATION」（いずれもyukihiro作曲）のライヴ用音源のプログラミングを同氏に依頼している。このように『デビルメイクライ』シリーズは、yukihiroやL'Arc〜en〜Cielのメンバーと長きにわたり縁のあるゲームシリーズとなっている。
余談だが、yukihiroはこの作品を手掛けていた頃から、個人名義としてでなく、新たなプロジェクト名で活動を始めようと考えていたという。そしてyukihiroは、2001年11月19日から新たなソロプロジェクト、acid androidを始動している。なお、yukihiroは、本作を発売した段階で受けた音楽雑誌『音楽と人』のインタビューで「秘密にしときたいんだけどな（笑）…でも、個人名義はこの1曲だけになると思う」と予告している。
また、表題曲はソロプロジェクト、acid android名義で開催されたライヴにおいて、スタンダードソングとして頻繁に披露されている。なお、2010年にacid android名義で発表したミニアルバム『code』には、表題曲のリテイク・リアレンジバージョン「rtn2010」が収録されている。約9年越しにリテイク・リアレンジバージョンを制作するに至った経緯について、yukihiroは2010年に受けた音楽雑誌のインタビューで「この曲、もともと僕の個人名義でしか出てないんですよ。ライヴでも必ずと言っていいほどやってる曲だし、今のライヴ・アレンジに近い形のヴァージョンを録っておきたかったんです。あと（オリジナル・ヴァージョンは）ギターも弾いてなくて、サンプルから作ってたから。ちゃんともう1回整理して、ライヴの時に機能するように」と述べている。
カップリングとして収録された2曲目の「ring the noise -version-」は、表題曲の別ミックスバージョンとなっている。また、3曲目の「ring the noise -def mix-」は、表題曲の共同編曲を担当したYOU-MI（DEF.MASTER）による表題曲のリミックスバージョンとなっている。
フィジカルの初回限定盤は、スペシャルパッケージ仕様となっている。

## 収録曲
| #  | タイトル                     | 作詞     | 作曲     | 編曲 / リミックス        | 時間 |
| -- | ---------------------------- | -------- | -------- | ------------------------ | ---- |
| 1. | 「ring the noise」           | yukihiro | yukihiro | yukihiro, you-mi（編曲） | 5:18 |
| 2. | 「ring the noise -version-」 | yukihiro | yukihiro | yukihiro, you-mi（編曲） | 5:18 |
| 3. | 「ring the noise -def mix-」 | yukihiro | yukihiro | you-mi（リミックス）     | 7:15 |

## 収録アルバム
- 『code』 (※) acid android名義の作品  (#1,リテイク・リアレンジバージョン)

## タイアップ
ring the noise
- PlayStation 2用ゲームソフト『デビルメイクライ』初回購入特典CD「Dante's Selection」提供曲